# Держава Большого наряда

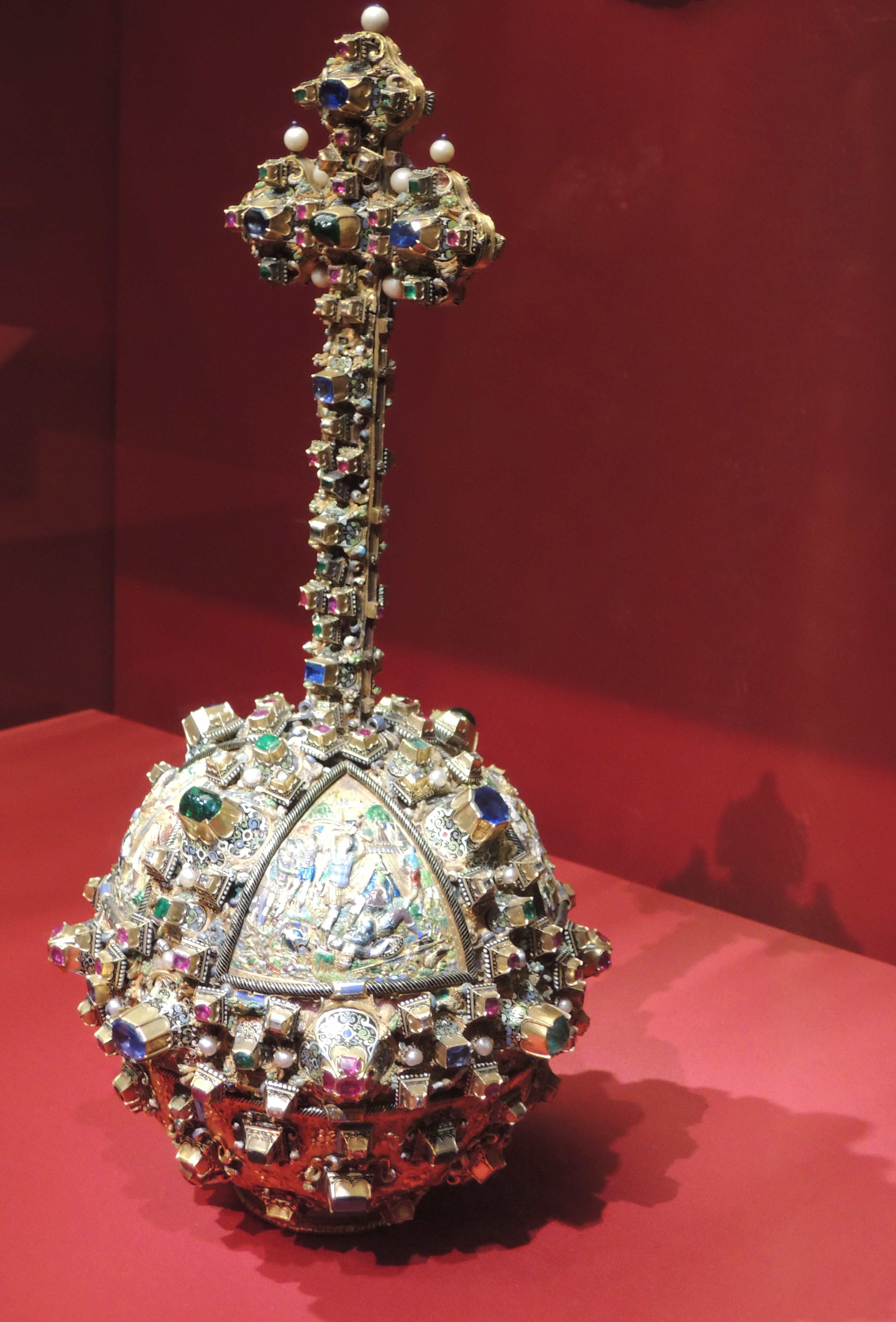
Держава Мономахова

Держава Большого наряда или Мономахова держава, Держава царя Михаила Федоровича — древнейшая царская держава, хранящаяся в собрании Оружейной палаты Московского кремля (инв. Р-15).

## История
Это самая древняя сохранившаяся русская держава. Она является парной к скипетру, вместе с которым входил в парадное царское одеяние — «Большого», или Первого Наряда.
«Не вызывает сомнения, что держава создана в конце XVI — начале XVII веке первоклассным, скорее всего, придворным, европейским ювелиром», считают ученые. Каталог Музеев Московского Кремля в 2015 году сообщает последние сведения о паре регалий: «О происхождении скипетра и державы нет точных документальных данных, однако совершенно очевидно, что они созданы первоклассными мастерами. Эти регалии представляют собой великолепные произведения эпохи позднего Возрождения (…). Художественные особенности этих двух памятников дают возможность считать, что (…) держава, скорей всего, принадлежит к работам златокузнецов германских городов, с которым император поддерживал тесные связи. Возможно, что именно к этим предметам относятся сведения о привозе в Москву в 1604 году от Рудольфа II царю Борису Годунову с посольством Генриха фон Логау регалий, в числе которых были скипетр и держава». Опираясь на эти данные, считают в Музеях Кремля, можно предположить, что они находились в царской казне ещё при Борисе Годунове и именно они были задействованы в церемонии венчания на царство Михаила Федоровича.
Сайт музея указывает, что он принадлежал царю Михаилу Федоровичу, так, данный скипетр фигурирует в описи 1642 года.
Если эти регалии были посланы царю Борису в 1604 году Великим Посольством Рудольфа II, то тогда, скорее всего, их автором является известный на то время пражский ювелир Жан Вермеен, который создал для обозначенного императора корону (корона Австрийской империи, 1602 год).
Когда в 1682 году на престоле России оказались сразу два царя — сводные братья Иван V и Пётр I Алексеевичи, древняя держава отошла старшему — Ивану V. После его смерти она уже никогда не использовалась по прямому назначению и постоянно находилась в собрании Оружейной палаты.
Её называли в старинных документах «царственным златым державным яблоком», «яблоком владомым», «яблоком великодержавным».
По легенде, возникшей в первой половине XVIII столетия, держава, как и скипетр, была ниспослана в XI столетии Владимиру Мономаху вместе с венцом и другими реликвиями. Оттуда и распространено её дореволюционное название — «Мономахова».

## Описание
Держава сделана из золота. На шаре установлен длинный — так называемый «латинский» крест. Часть первичных камней и жемчужин утеряна, на их месте пустые гнёзда. Высота державы с крестом 42,4 см, диаметр основания — 6,7 см. Эмалированные медальоны рельефные, украшены гравировкой и драгоценными камнями. В целом держава имеет в своем обрамлении 58 алмазов, 89 рубинов и турмалинов, 23 сапфира, 51 изумруд и 37 крупных жемчужин, кроме потерянных.
Каталог музея гласит: «Увенчанная высоким крестом держава декорирована большим количеством драгоценных камней в нарядных кастах. Её верхнюю часть украшают высокорельефные, покрытые многоцветной эмалью изображения сцен из жизни библейского царя Давида: „Помазание Давида пророком Самуилом“, „Победа Давида над Голиафом“, „Возвращение с победой“, „Гонение от Саула“. Каждая сцена — это замечательная скульптурная миниатюра, в которой привлекают тщательная проработка черт лиц, деталей костюма, оружия, уверенная передача пейзажа, сложных движений удлиненных фигур с несколько манерными жестами и позами». Тема помазания Давида на царство имела особое значение для христианских правителей, также помазанников Божьих, именно поэтому она избрана для украшения регалии.

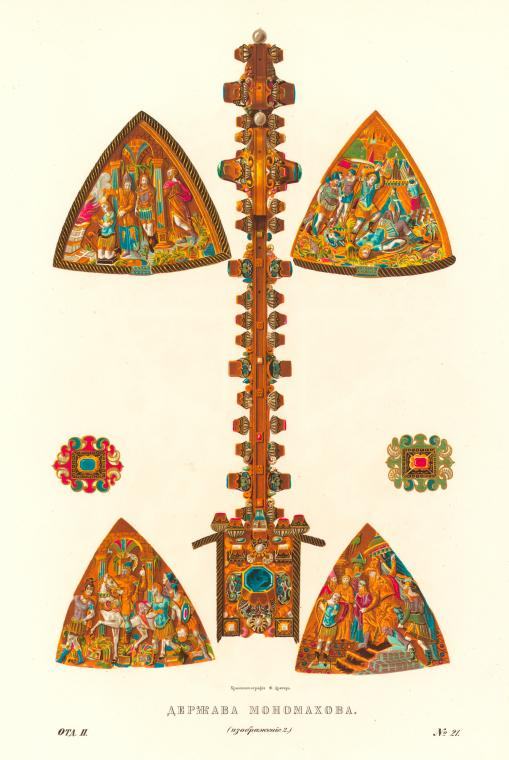
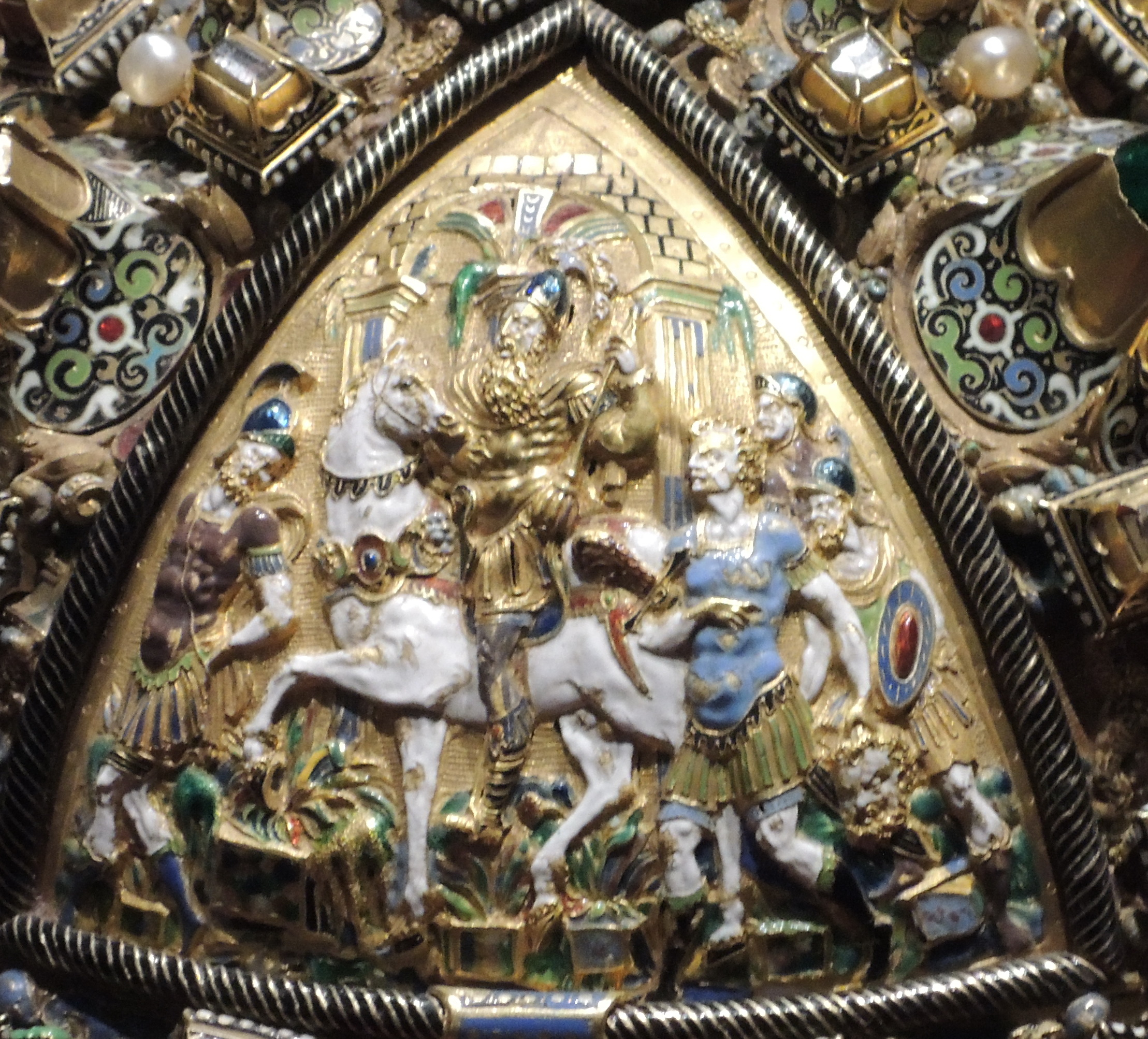
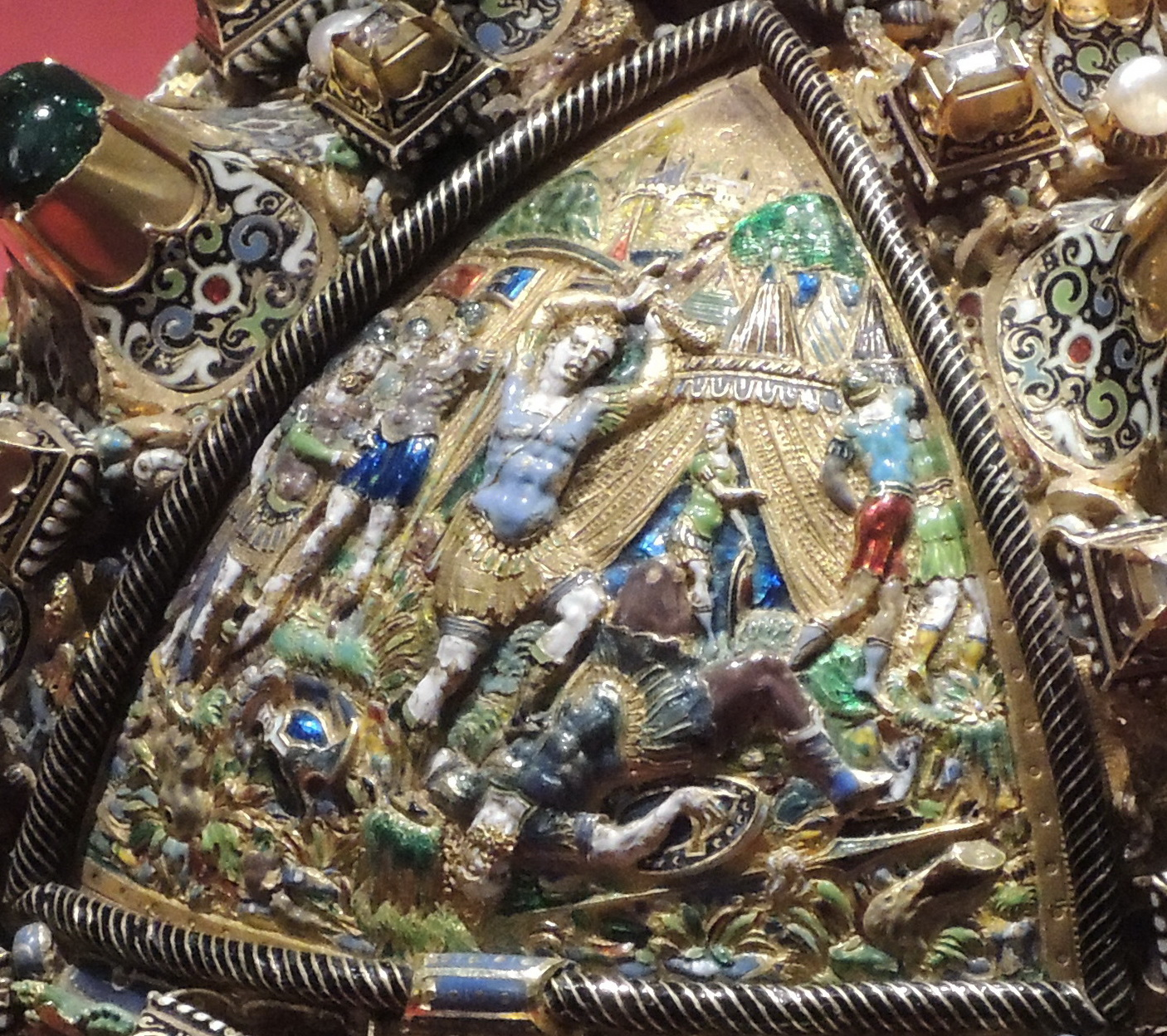

С четырёх сторон всех медальонов есть изображения орла, грифа, льва и единорога.
Стилистические особенности державы, указывает каталог 2013 года, позволяет говорить о «ее принадлежности к произведениям Позднего Ренессанса. Об этом свидетельствует использование таких орнаментальных элементов, как рольверк-орнамент, а также стиль сюжетных композиций с явными чертами маньеризма. Совершенно очевидно, что в качестве иконографических источников автор сюжетных композиций использовал западноевропейские гравюры или выполненные по ним плакетки, из которых он заимствовал отдельные фигуры и детали. К таким источникам относятся гравюры из многократно переиздававшейся Библии 1571 года, иллюстрированной немецким гравером Йостом Амманом».
В 1643 году державу отремонтировали с добавлением камешков взамен утраченных:
«…отнесено в Приказ золотов дела Государева большаго наряда яблоко золотое чеканное перекрепить каменье, кои шатаютца, да переправит на яблоках крест для тово, что шатаетца. А в Приказе золотов дела в яблока каменья, кои шатались, перекреплены, и на яблока крест переправлен ...вверху над яблоком в кресте 18 алмазов не больших, 36 яхонтов червчатых не больших, 10 яхонтов лазоревых, величине середние, 22 изумруда среди и малых, 21 зерно гурмицкое больших и среди; на верхней половине яблока под крестом 52 яхонта червчатых не крупных, 32 алмаза не больших, 15 изумрудов средних и малых, 9 яхонтов лазоревых среди; 30 жемчюжин не больших. В нижней половине яблока 8 алмазов не больших, 4 яхонта червчатых, 4 яхонта лазоревых среди, 16 изумрудов не больших…»
По описанию 1725 года оценена в 1630 рублей.